# Антоний II
Католико́с-патриа́рх Анто́ний II (груз. კათოლიკოს-პატრიარქი ანტონ II, в миру Теймураз Ираклиевич Багратиони, груз. თეიმურაზ ერეკლეს ძე ბაგრატიონი; 8 января 1762, Тбилиси — 21 декабря 1827, Нижний Новгород) — последний, перед упразднением автокефалии Грузинской Церкви, Католикос-патриарх Восточной Грузии (1788—1811). Царевич, сын царя Картли-Кахети Ираклия II Багратиони, брат последнего царя Картли-Кахети Георгия XII.

## Биография
Учился в Тбилисской духовной семинарии, где в 1782 году принял монашеский постриг и был рукоположён (хиротонисан) во иеродиакона.
В 1783 году в составе грузинского посольства посетил Россию.
В 1784 году в придворной церкви Летнего дворца Царского Села в присутствии российской императрицы Екатерины II был хиротонисан во епископа Ниноцминдского Грузинской Церкви.
Был в числе почётных лиц, сопровождавших императрицу в этой поездке императрицы Екатерины II, в поездке по присоединённой к России территории бывшего Крымского ханства.
В том же году был возведён в сан митрополита Алавердского. Согласно воле своего отца вернулся в Грузию.
29 октября 1788 года, по смерти Католикоса-патриарха Антония I, в возрасте 25 лет был избран его преемником.
После присоединения в 1801 году Картли-Кахетинского царства к России, 30 января 1811 года, император Александр I утвердил доклад российского Святейшего Синода о церковном управлении в Грузии, по которому автокефалия и патриаршее достоинство Грузинской Церкви были упразднены, начальствующим архиереем над грузинским духовенством ставился митрополит Мцхетский и Карталинский Варлаам (Эристави) с присвоением ему титула члена Святейшего Синода и Экзарха Грузии. 21 июня 1811 года Святейший Синод снял с Антония сан Католикоса-патриарха.
Католикос Антоний II был вызван в Санкт-Петербург для постоянного участия в работе Святейшего Синода и более уже никогда не возвращался в Грузию.
Антоний удалился на покой в Нижний Новгород. Ему были пожалованы зелёная бархатная мантия, орден св. Андрея Первозванного, карета, годовая пенсия в размере 54 тысяч рублей ассигнациями и штат первоклассного митрополита.
Скончался 21 декабря 1827 года. Погребён в Благовещенском монастыре Нижнего Новгорода; в 1841 году перезахоронен в Спасо-Преображенском Кафедральном соборе Нижегородского кремля. После взрыва собора большевиками в 1929 г. его останки развеялись над Нижним Новгородом. Известны безуспешные попытки грузинских студентов МДА выяснить нахождение мощей подвижника.
Имя Антония II носит улица в Тбилиси.

## Канонизация
В июле 2011 года канонизирован Священным Синодом Грузинской Православной Церкви; память — 21 декабря по юлианскому календарю.